# 遂州
遂州，中国南北朝时设置的州。
周孝闵帝元年（557年）置，治所在方义县（今四川省遂宁市）。隋朝大业初年，改遂宁郡。唐朝武德元年（618年）复改遂州。天宝初年又改遂宁郡，乾元初年仍改遂州。辖境相当今四川省遂宁、蓬溪，重庆市潼南等市县。北宋政和五年（1115年）升遂宁府。
| 隋代行政区划变遷 | 隋代行政区划变遷 | 隋代行政区划变遷 | 隋代行政区划变遷 | 隋代行政区划变遷     |
| 区划             | 開皇元年         | 開皇元年         | 区划             | 大業3年              |
| ---------------- | ---------------- | ---------------- | ---------------- | -------------------- |
| 州               | 遂州             | 遂州             | 郡               | 遂寧郡               |
| 郡               | 石山郡           | 怀化郡           | 县               | 方義县 長江县 青石县 |
| 县               | 方義县           | 長江县 始興县    | 县               | 方義县 長江县 青石县 |

| 唐朝遂州辖县 | 唐朝遂州辖县                                             |
| ------------ | -------------------------------------------------------- |
| 618年        | 方义县、长江县、青石县                                   |
| 675年        | 方义县、长江县、青石县                                   |
| 682年        | 方义县、长江县、青石县（增唐兴县）                       |
| 693年        | 方义县、长江县、青石县、唐兴县（改为武丰县）             |
| 705年        | 方义县、长江县、青石县、武丰县（改为唐兴县）             |
| 707年        | 方义县、长江县、青石县、唐兴县（增遂宁县）               |
| 708年        | 方义县、长江县、青石县、唐兴县、遂宁县（增唐安县）       |
| 713年        | 方义县、长江县、青石县、唐兴县、遂宁县（废除唐安县）     |
| 742年        | 方义县、长江县、青石县、遂宁县、唐兴县（改为蓬溪县）     |
| 767年        | 方义县、长江县、青石县、遂宁县、蓬溪县（增安居县）       |
| 768年        | 方义县、长江县、青石县、遂宁县、蓬溪县（安居县改属普州） |

## 刺史
| 唐朝遂州刺史 - 刘永日（武德初年） - 张长逊（武德年间） - 柏季纂（武德年间） - 韦云起（武德年间） - 唐俭（627年） - 陈叔达（贞观前期，未任） - 李元则（636年—637年） - 刘德威（644年） - 权万春（644年—646年） - 李元嘉（654年） - 柳奭（655年，未任） - 李孝（658年—664年） - 李恽（乾封年间） - 李璥（唐高宗时） - 郭时英（唐高宗、武周时） - 王希俊（武周末年） - 韦利宾（715年） - 崔诚（725年） - 陆大同（开元年间） - 郑老莱（开元年间） | - 李巨（759年—761年） - 严某（763年） - 苏某（763年） - 萧某（764年） - 杜济（767年） - 鲜于叔明（767年） - 乔琳（大历年间） - 张缣（大历年间） - 韦武（787年） - 韦昉（790年） - 元澄（贞元年间） - 杨炅（贞元年间） - 柳蒙（807年—809年） - 张九宗（817年） - 李繁（822年） - 萧浣（835年） - 李文通（唐文宗时） - 封载（852年） - 韩鄘（咸通、乾符年间） - 郑君雄（886年） - 晋晖（892年） - 侯绍（897年） - 晋晖（899年） - 王宗佶（899年） - 王宗侃（天复年间） - 张琳（天复年间） - 王宗瑶（天复年间） - 赵匡明（906年—907年） - 卢谔 - 白子昉 |